# Cantone di Tournay
Il Cantone di Tournay era una divisione amministrativa dell'arrondissement di Tarbes.
A seguito della riforma approvata con decreto del 25 febbraio 2014, che ha avuto attuazione dopo le elezioni dipartimentali del 2015, è stato soppresso.

## Composizione
Comprendeva i comuni di:
- Barbazan-Dessus
- Bégole
- Bernadets-Dessus
- Bordes
- Burg
- Caharet
- Calavanté
- Castéra-Lanusse
- Clarac
- Fréchou-Fréchet
- Goudon
- Hitte
- Lanespède
- Lespouey
- Lhez
- Luc
- Mascaras
- Moulédous
- Oléac-Dessus
- Orieux
- Oueilloux
- Ozon
- Peyraube
- Poumarous
- Ricaud
- Sinzos
- Tournay